# 八木沼悟志
八木沼 悟志（やぎぬま さとし、1975年10月29日 - ）は、日本のミュージシャン、作詞家、作曲家、編曲家、音楽プロデューサー、シンセサイザー奏者、キーボーディスト、マニピュレーター。fripSide、ALTIMAのメンバー。通称はsat。東京都中野区生まれ、千葉県浦安市育ち。所属芸能事務所は自身が代表取締役を務めるp.m.works。血液型はO型。

## 人物
母親がピアノ講師で「音感を養うには3歳から」ということで、3歳からピアノとヴァイオリンを始める。小学校時代はアコースティック・ギターのクラブに所属し、中学時代はTM NETWORKの影響もあってシンセサイザーを購入。TM NETWORKのライブに足を運んだり、自分で曲を作りマルチトラック・レコーダーにレコーディングをしていた。テンポの速い曲が好きで、FMラジオ等で集めた音楽をよく倍速で聴いていた。その頃、憧れのB'zのコピーバンドとしてA'zを結成し、自校の学園祭のバンドコンテストにてオープニングを飾った。当時キーボードとボーカルを担当し、オープニングにもかかわらず物凄く盛り上がった逸話を持つ。
高校時代は洋楽のコピーバンドを結成。キーボードを使う曲もあったが、自身はギターを担当。理由は曰く単純にメンバーの中で自身が一番ギターが上手だったから。その一方で一人でシンセサイザーを使って曲を制作することもあった。一方、16歳の時にはバイクの中型免許を取得し、バイクを買うために学校にも行かずにアルバイトに励んでいたこともあった。
学校を卒業後は営業マンとしてサラリーマン生活を送っていたが、徐々に本格的に音楽をやりたい衝動が抑えられなくなり、社会人5年目のときにインターネット投稿サイトに自作曲を投稿したところ好評だったことから、会社を辞めて本格的に音楽活動を開始（ただし、退職前から既にアイドルに楽曲提供をするなどの活動をしていたと発言）。
自身が影響を受けたアーティストとして小室哲哉、浅倉大介、t-kimura、ats-、葉山拓亮を挙げ、fripSideの提携先がI'veと同じビジュアルアーツであることもあり、I'veメンバーとの交流もある。
2002年に当時高校生だったnaoとfripSideを結成。2006年頃よりビジュアルアーツと提携し、多数のPCゲーム関連楽曲を手掛け、2008年に5pb.よりメジャー・デビューを果たす。2009年3月にnaoが脱退するが、以降もfripSideは八木沼のプロデュースユニットとして継続される。
2009年に新たにボーカルとして南條愛乃を迎える。レーベルをNBCユニバーサル・エンターテイメントジャパンに移籍し、11月4日にシングル「only my railgun」のリリースから第2期fripSideとして活動開始。
2011年にALTIMAを結成。fripSideとしても、「sister's noise」（2013年、オリコン1位を獲得）、「black bullet」（2014年）等を精力的に発表。本人曰く、2016年10月のインタビューにて、「（ALTIMAは）僕の変化球バージョン。fripSideは僕のホームで、純然たる自分の音を出せばいいところなんです」という趣旨の発言をしている。
インタビューにて（fripSide、ALTIMAのいずれでも）、志向する音楽性として、「デジタルJ-POPの灯を絶やさない」趣旨のことを、折に触れて言及している。
2021年にボーカルの南條が卒業発表、翌2022年4月のさいたまスーパーアリーナ公演を最後に卒業。同時に新たなボーカルとして阿部寿世、上杉真央の加入を発表。5月18日にシングル「dawn of infinity」のリリースから第3期fripSideとしての活動を開始。

## 逸話
大柄な体格で、元相方の南條との身長差は30センチ以上。体型についてしばしばネタにしており、自身のTwitter等で大量の差し入れ画像とともに「全部食います」等とつぶやくことがある。

## 提供楽曲
- IKU
  - 悲しい星座（作曲・編曲）
- ELISA
  - Light To Unite（作曲・編曲）
- RO-KYU-BU!
  - SHOOT!（作曲・編曲）
  - You&I（作曲）
  - Get goal!（作曲・編曲）
- KOTOKO
  - →unfinished→（作曲・編曲）
  - frozen fir tree（作曲・編曲）
  - 新緑のユートピア（作曲・編曲）
- spoon
  - Silverlight（作詞・作曲・編曲）
- 井口裕香
  - Shining Star-☆-LOVE Letter（作曲・編曲）
  - Shining Star-☆-LOVE Letter (Summer ver.)（作曲）
- Ellie方紫薇
  - Promises（作詞・作曲・編曲）
- 飯田里穂
  - One Wish（作詞・作曲）
- 南條愛乃
  - ココロノエデン（編曲）
- Switch
  - Seven Days "Prismagic"（作詞・作曲・共編曲）
- ガッチマンV
  - Radiance（作詞・作曲・共編曲）
- ブリオベッカ浦安 公式応援ソング
  - Bay Breeze Dreams（共作詞・作曲・共編曲）[8]